# Vallée de la Moselle
Pour les articles homonymes, voir Moselle.
Ne doit pas être confondu avec Sillon mosellan ou Vallée de la Fensch.
La vallée de la Moselle est une vallée qui s'étend le long de la rivière du même nom, sur trois pays d'Europe de l'Ouest : la France, le Luxembourg et l'Allemagne.

## Appellation
En luxembourgeois : Museldall, en allemand : Moseltal.

## Géographie
D'amont en aval, la vallée de la Moselle traverse trois départements français : les Vosges (dans lequel se trouve la vallée de la Haute Moselle), la Meurthe-et-Moselle et la Moselle. Puis, entre Perl et Oberbillig, la vallée est allemande sur la rive droite et luxembourgeoise sur la rive gauche, elle se prolonge ensuite vers le nord de la Rhénanie-Palatinat jusqu'à Coblence.

## Flore
La vallée de la Moselle est l'unique région de France où vit le Séneçon des cours d'eau (Senecio sarracenicus). Classée en danger (EN) par l'INPN à l'échelle nationale, l'espèce est menacée par la destruction de son habitat causée par la canalisation et l'artificialisation des berges de la Moselle. Elle est actuellement en régression, bien que des efforts de conservation soient menés.